# سولانا، بيرو
سولانا، بيرو هي مدينة، تتبع Sullana province ‏، هي عاصمة Sullana province ‏، وSullana District ‏، بلغ عدد سكانها 162٬434 نسمة.

## مدن توأم
المدن التوأم:
- فيتوريا-غاستيز
- آرلون
- هافانا.